# Xenostigmus
Xenostigmus är ett släkte av steklar. Xenostigmus ingår i familjen bracksteklar.
Kladogram enligt Catalogue of Life:
| Xenostigmus | \| \| Xenostigmus bifasciatus \| \| \| \| \| \| Xenostigmus takadai \| \| \| \| |
|             | \| \| Xenostigmus bifasciatus \| \| \| \| \| \| Xenostigmus takadai \| \| \| \| |
|             | Xenostigmus bifasciatus                                                         |
|             |                                                                                 |
|             | Xenostigmus takadai                                                             |
|             |                                                                                 |